# 小行星10482
小行星10482（10482 Dangrieser）是一颗绕太阳运转的小行星，为主小行星带小行星。该小行星于1983年9月14日发现。

## 轨道参数
小行星10482的轨道半长轴为2.2945903 UA，离心率为0.201。